# داميان مارشال
داميان مارشال هو مغني كندي، ولد في 29 مارس 1972.

## وصلات خارجية
- الموقع الرسمي